# Pristaulacus duporti
Pristaulacus duporti är en stekelart som beskrevs av Jean-Jacques Kieffer 1921. Pristaulacus duporti ingår i släktet Pristaulacus och familjen vedlarvsteklar. Inga underarter finns listade i Catalogue of Life.